# Azure Spring
Azure Spring est une source chaude située dans le Lower Geyser Basin dans le parc national de Yellowstone aux États-Unis.
Azure Spring est une grande source chaude allongée dont l'eau est de couleur bleue. Bien qu'elle déborde de manière périodique, les éruptions sont rares mais durent de 4 à 6 minutes.